# 케일라-리시페레선
케일라-리시페레 선(에스토니아어: Keila-Riisipere raudtee)은 에스토니아 케일라에서 출발하여 리시페레를 잇는 철도 노선이다. 2004년까지는 케일라-합살루 구간을 운행하였으나, 리시페레-합살루 구간이 폐선되면서 현재의 노선을 갖게 되었다. 에스토니아의 철도 노선 중에서 가장 마지막으로 전철화된 노선이다.

## 역사
1869-1970년 건설된 발트 철도의 일부분으로 건설되었고, 1902년 케일라-합살루 구간을 착공하여 1905년 개통하였다. (러시아어 명칭 Кегель-Гапсальская железная дорога, КГЖД) 1920년 로후퀼라 항으로 진입/진출하는 노선을 건설하였다. 합살루 지역에는 러시아 황제 니콜라이 2세의 여름 별장, 진흙 의료원이 있었고, 황제와 황가를 위해서 합살루 역에 필요한 시설이 설치되었다. 황제의 방과 연결되는 39m 길이의 복도와 황제 전용 열차를 위한 216m 길이의 승강장이 포함된다. 현재 복도는 에스토니아 철도 박물관의 일부로 사용된다. 영업 당시 리시페레-합살루 구간의 역으로는 리시페레(3급), 리스티(3급), 팔리베레(5급), 합살루(2급) 역이 있다. 1917년 바살렘마, 엘라마, 타에블라 역 및 합살루 역의 기관차 기지가 건설되었다.
1920년대에 로후퀼라 항으로 노선이 연장되었다. 1922-1923년 건설된 엘라마 화력 발전소의 연료를 공급하기 위해서 투르바 역이 건설되었고, 이 발전소는 탈린-합살루 철도 시설물, 탈린-패스퀼라 전철 노선, 넘메 지역에 전기를 공급하였다. 1935년 6월 디젤 동차 DeM 31 렌다브 랜라네(Lendav Läänlane, 날아다니는 서부인)가 탈린-합살루 구간을 운행하였고, 로후퀼라 항에서 쿠레사레로 가는 여객선과 연결되었다.
1958년 6월 19일 패스퀼라-케일라 간 15.7km, 1965년 6월 15일 케일라-바살렘마 간 10.6km구간이 전철화되었고, 1981년 9월 4일 바살렘마-리시페레 간 14km 구간이 전철화되었다. 전철 운행은 케일라-바살렘마 구간 전철화 이후에 시작되었다. 에스토니아 독립 이후, 1995년 9월 15일 에스티 라우드테 이사회에서는 합살루-리시페레 구간을 폐선하기로 결정하였다. 1997년 11월 에스토니아 민영화 위원회에서는 리시페레-합살루 간 53km 운영권을 1km당 100크론이라는 가격, 총 5300크론에 아르네 탈릴레(Aarne Taalile)에게 매각하였다. 1998년 5월 1일 OÜ 합살루 라우드테(Haapsalu Raudtee)가 설립되어 유일한 화물 기관차인 M62-1296호(별명 Robert)가 운행하였다. 2001년 소형 입환기 TGK2-1891호가 반입되었고, 이는 이후 에델라라우드테의 박물관에 전시되었다. 2004년 봄에 리시페레-합살루 구간의 궤도가 철거가 시작되었고, 5월에 리시페레-합살루 구간에서 로베르트 기관차가 마지막으로 운행되었다.

## 역 목록
현재 운행 중인 구간의 역 목록이다.
- 케일라 역
- 쿨나 역
- 바살렘마 역
- 키부나 역
- 라이체 역
- 야니카 역
- 리시페레 역

아래는 1930년대의 역 목록으로, 리시페레-합살루 구간이 폐선되기 이전이다.
- 케일라 역
- 쿨나 역
- 바살렘마 역
- 라이체 역
- 잉구 역
- 리시페레 역
- 소니스테 역(이후 투르바 역)
- 엘라마 역
- 멧사 역
- 리스티 역
- 바하루 역
- 팔리베레 역
- 니굴라 역
- 타에블라 역
- 리달라 역
- 우에머이사 역
- 합살루 역
- 로후퀼라 역

## 사진

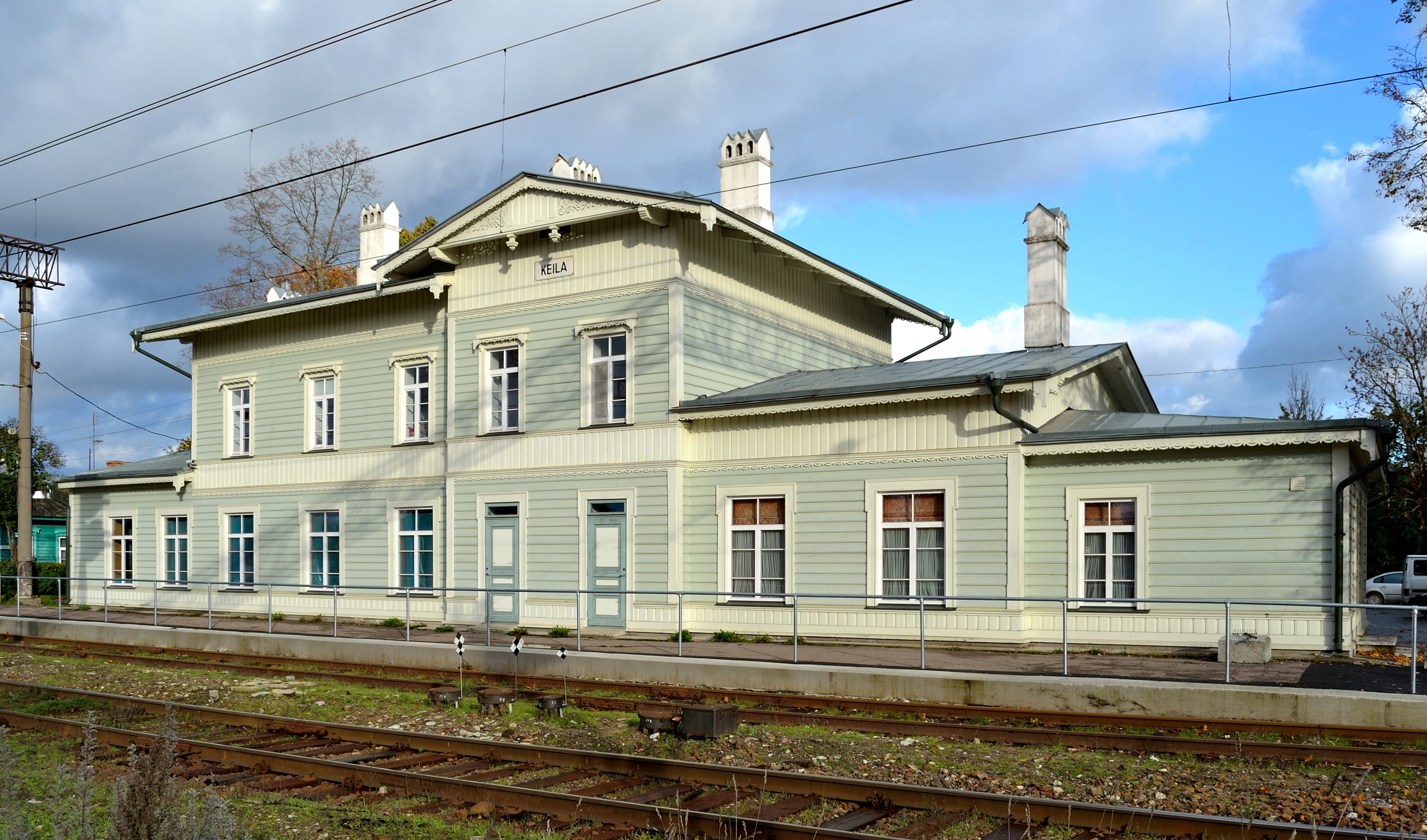
케일라 역
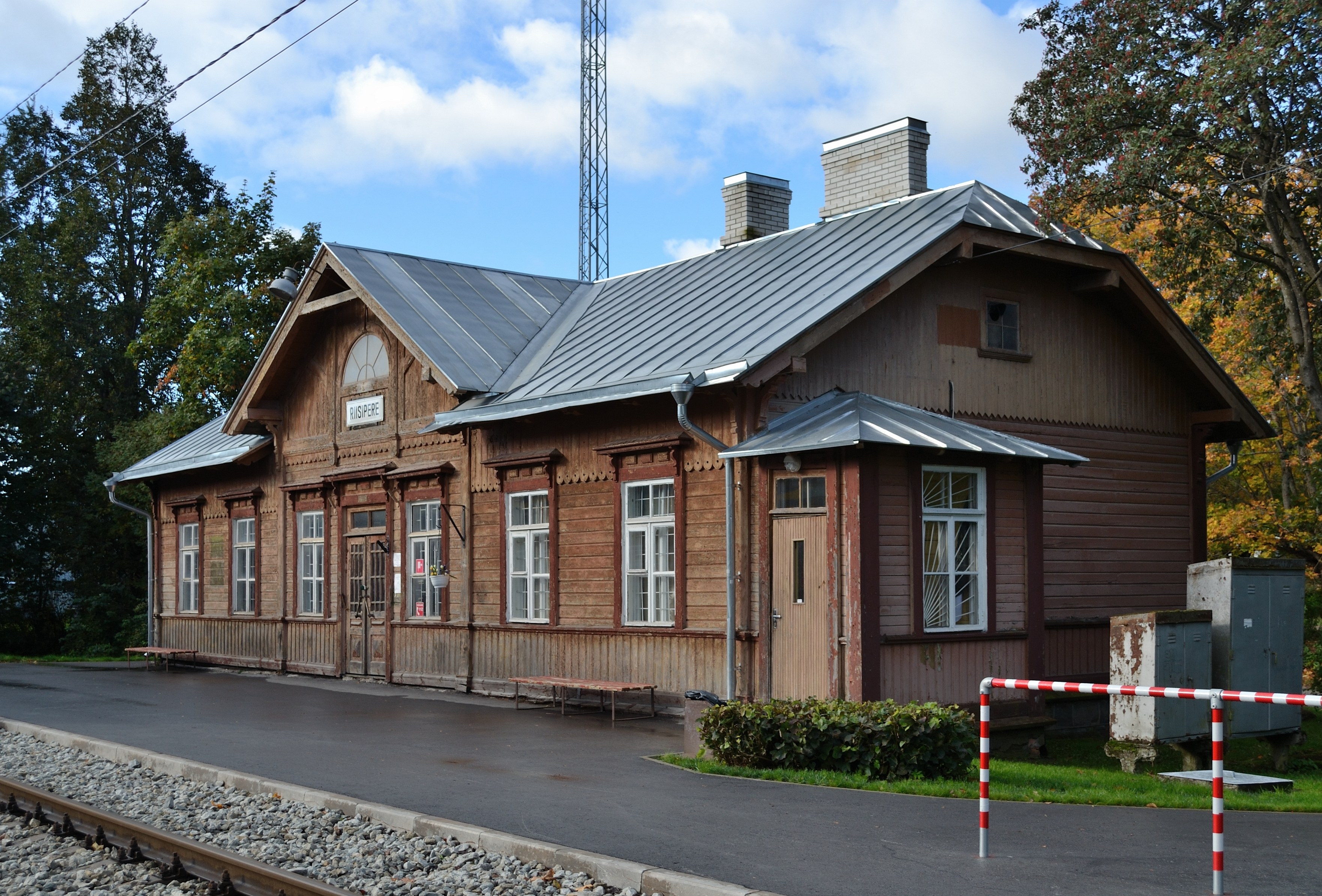
리시페레 역
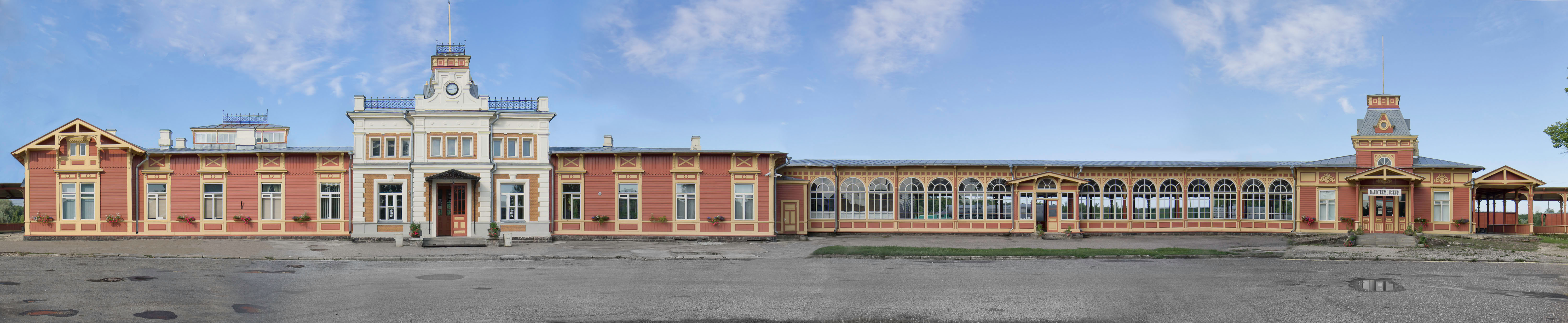
합살루 역 (에스토니아 철도 박물관)